# فيكتور كونت
فيكتور كونت (بالإنجليزية: Victor Conte)‏ هو عازف جاز وشخصية أعمال أمريكي، ولد في 1950.